# Hihifo
Hihifo – miejscowość na Tonga; na wyspie Niuatoputapu. Według danych oficjalnych na dzień 30 listopada 2011 roku liczyła 284 mieszkańców.